# Dayton
Dayton – miasto w środkowo-wschodniej części Stanów Zjednoczonych, w stanie Ohio. Siedziba hrabstwa Montgomery i szóste co do wielkości miasto stanu. Według danych z 2022 roku liczy 135,9 tys. mieszkańców, oraz 812,6 tys. w obszarze metropolitalnym, który współtworzy razem z miastem Kettering.
Między 1 listopada i 21 listopada 1995 roku w mieście odbyły się rokowania pokojowe, które doprowadziły do zakończenia wojny w Bośni.
W Dayton znajdują się Baza Sił Powietrznych Wright-Patterson, Dayton Art Institute, prywatny i katolicki University of Dayton, oraz publiczny Wright State University.

## Historia
Nazwa miasta pochodzi od nazwiska Jonathana Daytona, amerykańskiego polityka ze stanu New Jersey i jednego z sygnatariuszy Konstytucji Stanów Zjednoczonych.

## Demografia
Podczas gdy populacja głównego miasta się kurczy, przedmieścia i obszar metropolitalny odnotowują wzrost. Według danych spisowych z 2022 roku, 38% populacji głównego miasta stanowią osoby czarnoskóre – prawie trzy razy więcej niż średnia stanowa. 50,3% stanowią białe społeczności nielatynoskie, 6% osoby rasy mieszanej, 5,2% to Latynosi, 1,3% Azjaci i 0,4% to rdzenna ludność Ameryki.

## Gospodarka
W mieście rozwinął się przemysł maszynowy, elektrotechniczny, elektroniczny, gumowy oraz poligraficzny.
Dayton swój największy rozwój przeżywało w latach 1880–1930. Wraz z upadkiem przemysłu ciężkiego pod koniec XX wieku, gospodarka Dayton przekształciła się w przeważająco usługową.

## Miasta partnerskie
- Niemcy: Augsburg
- Izrael: Holon
- Liberia: Monrovia
- Japonia: Ōiso
- Bośnia i Hercegowina: Sarajewo